# Un ladro nella notte
Un ladro nella notte. La morte di Papa Giovanni Paolo I (A Thief in the Night. Life and Death in the Vatican) è un libro inchiesta sulla morte di Giovanni Paolo I scritto nel 1989 dal giornalista e scrittore inglese John Cornwell. L'edizione italiana del libro è stata curata, nel 1990, da Tullio Pironti Editore.

## Prefazione e prologo
Nella Prefazione l'autore afferma che l'inchiesta gli fu sollecitata dal Vaticano per mezzo dell'arcivescovo John Foley, presidente della Commissione per le Comunicazioni Sociali, nel tentativo di far luce sulle falsità delle teorie complottiste intorno morte di Papa Luciani. Cornwell, ex seminarista poi allontanatosi dalla fede cattolica, precisa che "non era incaricato di difendere la Chiesa Cattolica Romana, né il Vaticano, né alcun individuo appartenente a quelle istituzioni".

## Parte I
Il libro si apre con la presentazione della tesi complottista dei tradizionalisti (secondo i quali Giovanni Paolo I sarebbe stato assassinato dai "progressisti" del Vaticano manovrati da alti prelati massoni tra cui l'arcivescovo Marcinkus, presidente della Banca Vaticana, il cardinal Jean Villot, Segretario di Stato e il cardinal Baggio, presidente della Congregazione dei Vescovi) e ripercorre, in chiave critica, i testi fino a quel momento pubblicati sulla tesi della congiura (in particolare Cornwell si sofferma sul romanzo di Roger Peyrefitte, Soutane rouge, e sul libro In God's name di David Yallop).
Dopo un colloquio con il Segretario dell'Ufficio Stampa del Vaticano, Joaquin Navarro-Vals il quale, da medico, teorizza che Papa Luciani non morì per infarto miocardico (così come ufficialmente dichiarato dal vicedirettore del Servizio Sanitario Vaticano che aveva redatto il certificato di morte, dott. Renato Buzzonetti) ma per un'embolia polmonare visti i ben noti problemi circolatori del Papa e la modalità (istantanea) della sua morte, Cornwell descrive il suo incontro con uno dei personaggi chiave dell'intera vicenda legata al presunto assassinio di Papa Luciani: l'arcivescovo Paul Marcinkus. Nel primo colloquio con il giornalista inglese, Marcinkus tocca diversi temi senza tuttavia fornire dettagli determinanti. Il prelato tratteggia la sua vita, parla di Roberto Calvi, del Segretario di Stato cardinal Villot, del suo sostituto cardinal Benelli e, naturalmente di Giovanni Paolo I e nega sia l'esistenza di un disegno del Papa per rimuoverlo dalla Presidenza dello IOR, sia, a maggior ragione, l'idea di un complotto per assassinare Luciani. In seguito, in un secondo colloquio, incalzato da Cornwell, l'arcivescovo approfondisce alcuni aspetti del suo lavoro in Vaticano: parla della eccessiva fiducia che aveva riposto in Calvi; di essere all'oscuro dell'uso che questi faceva delle somme di denaro che transitavano per la Banca Vaticana (che pare finanziassero la P2, l'Argentina, Solidarnosc, etc); di essere stato solo una sorta di "amministratore fiduciario", non certo il cointestatario, delle società fantasma responsabili del crack del Banco Ambrosiano (e per le quali lo IOR aveva pubblicato le ben note lettere di copertura); di essersi opposto con tutte le forze al pagamento di 250 milioni di dollari che le banche creditirici estere avevano richiesto ed ottenuto dal Vaticano come risarcimento per il coinvolgimento del crollo dell'Ambrosiano (denaro "pulito", non dei fedeli specifica Marcinkus); dell'assoluta assenza della Massoneria all'interno del Vaticano, e di altre questioni.
A difesa di Marcinkus, Cornwell raccoglie, a New York, le dichiarazioni di un agente dell'FBI, Tom Biamonte che identifica nell'amicizia con Michele Sindona l'inizio di tutti i problemi dell'arcivescovo. A questo si aggiunsero i rapporti sempre piuttosto tesi con il cardinal Benelli, sostituto alla Segreteria di Stato, ed alcune vicende quali una storia gonfiata di titoli falsi americani che portarono a delle indagini in Vaticano e le voci di una sua presunta (rivelatasi poi inesistente) "affettuosa" amicizia tra Marcinkus ed un'ex Miss Francia.
Il libro continua poi con le dichiarazioni shock di un monsignore (che fa richiesta di rimanere anonimo) su diversi prelati, funzionari, cardinali e sullo stesso Giovanni Paolo I (del quale fa emergere un ritratto molto poco edificante) e con l'incontro, a Milano, con don Diego Lorenzi, che, insieme a John Magee fu uno dei segretari di Papa Luciani. Il racconto di don Diego sulle ultime ore del Papa e sul ritrovamento del cadavere è piuttosto meticoloso e ricco di dettagli. Il sacerdote descrive il Papa come una persona sovraccarica di lavoro, fattore questo probabilmente decisivo per comprendere l'aggravamento delle sue condizioni di salute già la sera prima della morte quando aveva raccontato ai suoi segretari di un forte (purtroppo sottovalutato) dolore al petto. Don Diego addita, tra le righe, come uno dei responsabili morali della morte del Papa il cardinal Villot, reo di aver schiacciato il povero Luciani sotto una pila di impegni duri e gravosi che egli non era più riuscito a sostenere. Nel racconto di Lorenzi si intrecciano anche le storie e i racconti di altri personaggi, da Padre Magee a suor Vincenza (la prima a trovare il cadavere), dai fratelli Signoracci (gli imbalsamatori) ai dottori Da Ros (ultimo a visitare il Papa "in buona salute" appena una settimana prima) e Buzzonetti (medico ufficiale della Santa Sede, stranamente superficiale nel suo lavoro secondo il racconto di don Diego).
La prima parte del libro si chiude con il breve, intenso ed l'emozionante incontro di Cornwell con Giovanni Paolo II che, venuto a conoscenza dell'inchiesta dello scrittore, lo aveva voluto conoscere di persona.

## Parte II
La seconda parte dell'inchiesta si apre con l'incontro-confronto tra l'autore e David Yallop (del quale Cornwell smentirà in seguito alcune dichiarazioni riguardanti l'arrivo degli imbalsamatori in Vaticano e la presenza sospetta di Marcinkus in Vaticano la mattina del 29 settembre) e prosegue con il colloquio con padre Francesco Farusi, allora direttore del Radiogiornale Vaticano, il quale, oltre a smentire alcune dichiarazioni di don Diego e riferire della sua assenza dal Vaticano per tutta la sera del 28 settembre, si sofferma a parlare della salute del Pontefice e anche delle ragioni per le quali questi avrebbe potuto decidere di rimuovere Marcinkus dal suo incarico (la ben nota questione, ostacolata da Luciani, della cessione della Banca Cattolica del Veneto al Banco Ambrosiano).
Dopo un deludente incontro con il prof. Buzzonetti che, chiuso nel riserbo del segreto professionale, non si sbilancia sulle questioni scottanti postegli da Cornwell, il libro riporta il racconto dell'altro segretario del papa, il vescovo irlandese John Magee. Magee riferisce a Cornwell diversi dettagli: parla del suo rapporto, spesso conflittuale, con l'altro segretario don Diego (smentendo alcune sue dichiarazioni); tratteggia le figure del cardinal Villot e di Marcinkus; cita episodi personali della vita del Papa all'interno del Vaticano delineandone i tratti di una personalità spesso fragile; ripercorre, con dovizia di particolari, la sua versione (diversa in alcuni punti da quella di don Diego) su quanto successe la sera del 28 settembre (in particolare i malori accusati dal Papa) e la mattina del 29, e racconta anche dei giorni immediatamente successivi, quando addirittura ci fu qualcuno che lo accusò di essere l'assassino del Papa.

## Parte III ed epilogo
Dopo aver approfondito con alcuni specialisti in campo medico quelle che potevano essere le ipotesi più probabili sulla morte di Luciani ed essersi confrontato con Lina Petri, nipote del Papa, a sua volta medico, che gli rivela il dettaglio della veste strappata con la quale era stato esposto il cadavere di suo zio in Vaticano e della sua idea che la morte lo abbia potuto cogliere non a letto ma ancora al lavoro sulla sua scrivania, Cornwell si convince che le contraddizioni dei racconti (specie quelle dei due segretari) hanno in comune il fatto che si volevano coprire delle omissioni che, se evitate, avrebbero potuto salvare la vita di Albino Luciani. A cominciare dal medico che non fu mai chiamato la sera del 28 in seguito alle avvisaglie che il Papa aveva avuto, per proseguire con l'assenza, all'interno del Vaticano, di un quadro clinico preciso e verificato sulla salute del Pontefice e sui farmaci che avrebbe dovuto assumere (omissione questa, sicuramente attribuibile anche ad un ritardo di passaggio di consegne dal medico veneziano del Papa, Da Ros, a quello del Vaticano Buzzonetti). In quel mese Giovanni Paolo I, oltre a non essere stato fisicamente seguito dal punto di vista medico, sarebbe stato oberato di una mole di lavoro che non era in grado di sostenere. Secondo Cornwell, l'immagine del ritrovamento di Luciani, disteso nel suo letto "come se stesse ancora leggendo" sarebbe un quadretto ricostruito ad arte solo per dare una morte più "dignitosa" al Papa e dare l'impressione di un decesso "improvviso", sopraggiunto "come un ladro nella notte".
In realtà, secondo lo scrittore, la morte del Papa sarebbe avvenuta la sera del 28, forse sulla sua scrivania, presumibilmente a causa di un'embolia polmonare dopo aver accusato almeno tre malori durante l'arco della giornata. Cornwell sostiene che il corpo del pontefice fu trascinato solo in un secondo momento sul letto dai due segretari, terrorizzati da un evento del quale avevano perso ogni controllo.
Il libro di Cornwell si chiude con l'amara immagine di Papa Luciani, "disdegnato e trascurato dalla stessa istituzione che esisteva per sostenerlo". Cornwell non usa mezzi termini per raccontare la solitudine del Papa all'interno del Vaticano e nel sottolineare lo stridente contrasto tra la semplicità, l'umiltà e le debolezze di un uomo al quale era stato affidato un ruolo ben poco adatto alla sua indole mite, e la freddezza, l'indifferenza, se non il cinismo, di un mondo che aveva appena avuto modo di conoscere e che aveva espresso "un tacito consenso nei confronti di una morte che poteva essere evitata".

## Edizioni
- (EN)  John Cornwell, A thief in the night. Life and death in the Vatican, Penguin Book, 1989.
- John Cornwell, Un ladro nella notte. La morte di Papa Giovanni Paolo I, Napoli, Pironti, 1990.